# Еберхард фон Бройберг
Еберхард фон Бройберг или Еберхард Райц фон Бройберг (на немски: Eberhard von Breuberg; Eberhard Reiz Herr von Breuberg; на латински: Eberhard de Bruberge; * пр. 1230; † 1286) е благородник от Бройберг в Оденвалд.

## Произход
Той е син на Конрад I Райц фон Бройберг († 1242) и съпругата му фон Еберсберг-Йагстберг († сл. 1229), дъщеря на Зибото, господар на Еберсберг-Йагстберг. Брат е на Конрад II Райц фон Бройберг († 1264), който е баща на Конрад I фон Франкенщайн († сл. 1292). Другият му брат Зибодо фон Бройберг († сл. 1257) е капитулар на Вюрцбург.
Еберхард фон Бройберг се жени пр. 1239 г. за Мехтилд фон Бюдинген (* пр. 1230; † сл. 1274), дъщеря на Герлах II фон Бюдинген, бургграф на Гелнхаузен († 1245/1247), и графиня Мехтхилд фон Цигенхайн († 1229). Със смъртта на тъста му Герлах II фамилията на господарите на Бюдинген измира по мъжка линия след 1240 и преди 1247 г. Герлах II е наследен от зетовете му господарите Еберхард фон Бройберг, Конрад фон Хоенлое-Браунек-Романя († 1249), Албрехт фон Тримберг († 1261) и Роземан фон Кемпених († сл. 1264), син на Ремболд фон Изенбург-Кемпених, и от Лудвиг I фон Изенбург-Бюдинген († ок. 1304).

## Деца
Еберхард фон Бройберг и Мехтилд фон Бюдинген имат четири деца:
- Агнес фон Бройберг/фон Люцелбах († 10 юни 1302), омъжена за шенк Еберхард V фон Ербах-Ербах († 1303)
- Герлах фон Бройберг (* пр. 1269; † сл. 1305), фогт във Ветерау, женен за Лукардис († сл. 5 февруари 1306)
- Еберхард II фон Бройберг († сл. 1272), капитулар в Майнц, свещеник в Бюдинген
- Ароаз фон Бройберг (* 1274; † сл. 27 септември 1323), женен между 1304 и 1 март 1308 г. за Гизела фон Фалкенщайн († сл. 1 май 1313), вдовица на граф Райнболд II фон Золмс-Кьонигсберг († 1305/1308), дъщеря на Филип II фон Фалкенщайн († 1293) и Гизела фон Вилдграф († сл. 1313)